# Oed (Feldkirchen-Westerham)
Oed ist ein Ortsteil der Gemeinde Feldkirchen-Westerham. Die Einöde befindet sich der Golfplatz des Golfclubs Mangfalltal e. V. Südlich von Oed befindet sich eine Quelle des Feldkirchener Bachs.